# 모두를 위한 라트비아!
모두를 위한 라트비아!(라트비아어: Visu Latvijai! 비수 라트비야이!)는 민족주의를 표방하는 라트비아의 정당이다. 2000년 청년조직에서 시작했으며 2002년엔 사회조직, 2006년에는 정당으로 성장했으며 2011년 조국과 자유를 위해와 통합하여 국민연합이 되었다. 라이비스 진타르스와 이만츠 파라드니크스가 공동대표직을 맡고 있다.

## 역대 선거 결과
| 년도   | 득표수 | 득표율    | 의석수  |
| ------ | ------ | --------- | ------- |
| 2006년 | 13,469 | 1.5 (#10) | 0 / 100 |